# آر۱۳۶بی
آر۱۳۶بی یک ستاره است که در صورت فلکی ماهی زرین قرار دارد.